# Destrucción de un F-117 por parte del Ejército Popular Yugoslavo
La destrucción de un F-117 por parte del Ejército Popular Yugoslavo tuvo lugar el 27 de marzo de 1999, durante la campaña de bombardeos de la OTAN contra Yugoslavia, cuando una unidad del ejército yugoslavo, el 3.er Batallón de la 250.ª Brigada de Misiles de Defensa Aérea, que estaba bajo el mando del coronel Zoltán Dani, derribó un avión furtivo F-117 Nighthawk número de serie 82-0806, indicativo Vega 31 de la Fuerza Aérea de los Estados Unidos disparando un misil tierra-aire S-125 Neva/Pechora. El piloto se eyectó de manera segura y fue rescatado por los Pararrescate que realizaban misiones de búsqueda y rescate.
El F-117, que entró en servicio en 1983, era un equipo de última generación y el primer avión operativo diseñado con tecnología furtiva; en comparación, las defensas aéreas yugoslavas se consideraban relativamente obsoletas.
En 2020, un piloto de F-117A, durante una entrevista en la que también recordó a todos que el F-117A era un aparato «poco observable, no invisible», también declaró que el F-117A de su compañero de ala había sido dañado por un misil aire-tierra yugoslavo, algún tiempo después del incidente del 27 de marzo, pero que logró regresar a su base. Algunos informes sugieren que este segundo incidente también fue realizado por la 3.ª batería de la 250.ª Brigada de Misiles de Defensa Aérea, la misma batería SAM que derribó el primer F-117.

## Derribo
El 21 de febrero, durante la campaña de bombardeos contra Yugoslavia, la OTAN había desplegado una docena de F-117 en la base aérea que la alianza tiene en Aviano (Italia). En ese momento, el Ejército Popular Yugoslavo (JNA) poseía una combinación de antiguos sistemas de misiles tierra-aire S-75 y S-125, así como más modernos SAM móviles 2K12 Kub y cazas bimotores MiG-29 Fulcrum. Estos elementos representaban una cierta amenaza contra los aviones de combate de la OTAN, lo que les obligaba a volar a mayores altitudes y ser escoltados por aviones de guerra electrónica EA-6B Prowler.
El día del derribo los EA-6B no pudieron despegar debido al mal tiempo. Zoltán Dani recibió esta información gracias a los espías serbios que anotaban todos los movimientos de los aviones de la Alianza que despegaban de Aviano. Además, los serbios, fueron capaces de interceptar las comunicaciones de radio de VHF y UHF de las fuerzas aliadas así como el sistema ATO (Air Tasking Order), estos factores, unido a que los aviones de la OTAN siempre seguían unas rutas fijas en sus misiones de bombardero, permitió a los defensores serbios situar baterías antiaéreas cerca de los objetivos que la OTAN tenía previsto atacar.
Anteriormente, los serbios se habían dado cuenta de que el sistema de alerta temprana de fabricación soviética P-18 (conocido por la OTAN como "Spoon Rest D” ), podía detectar los F-117A. Este sistema empleaba la frecuencia VHF y era capaz de detectar un avión hasta 200 millas náuticas, pero no podía detectar aviones furtivos. No obstante, los serbios descubrieron que utilizando estos radares en una frecuencia más baja y, por lo tanto, en la longitud de onda más largas, permitían detectar los aviones invisibles en un rango de distancia relativamente pequeño, pero únicamente cuando el avión abría sus compuertas del compartimento de armas para lanzar sus bombas.

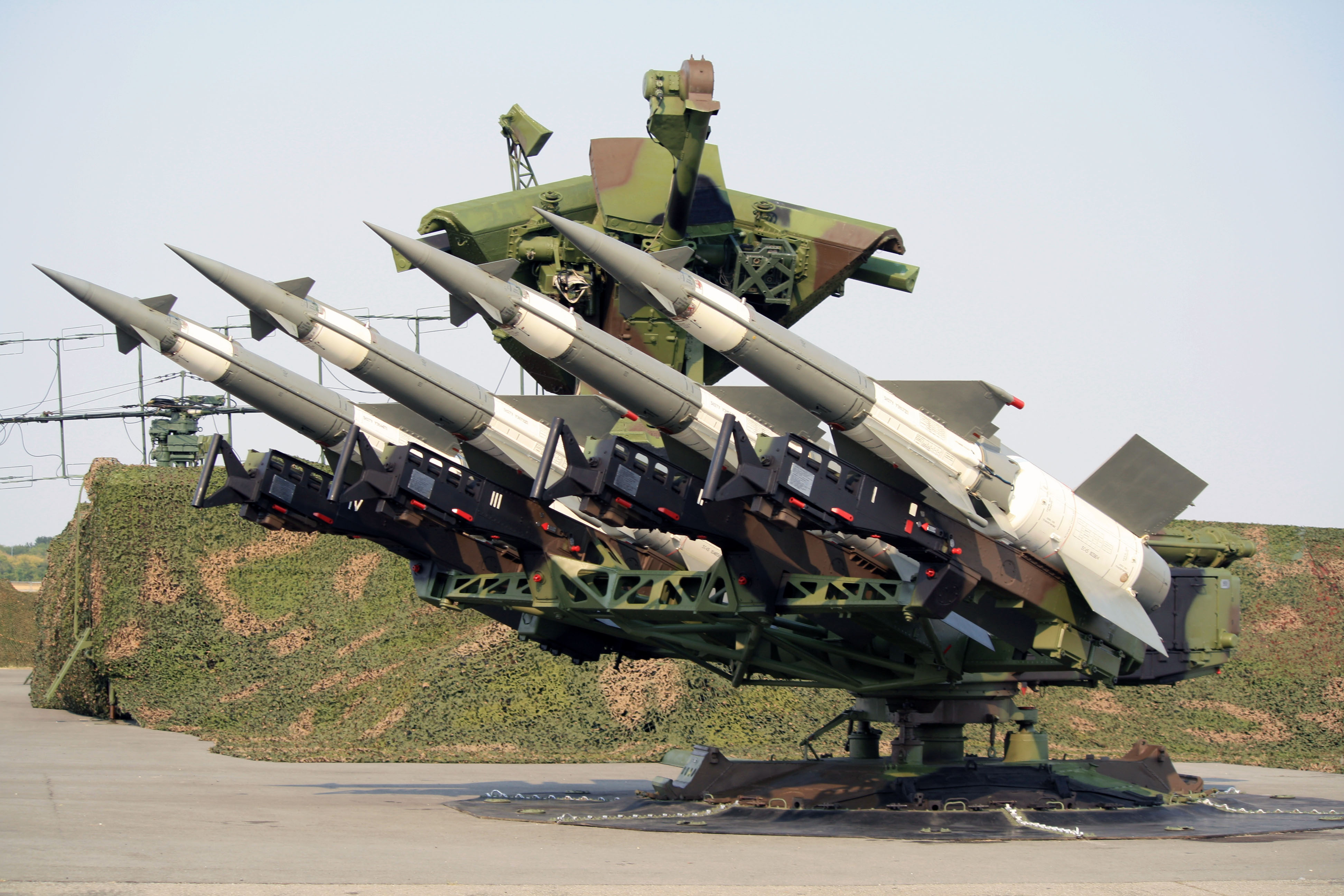
Un sistema de defensa aérea S-125 Neva/Pechora de la 250.ª Brigada de Defensa Aérea del Ejército de Serbia en la base aérea de Batajnica en 2012

El 27 de marzo de 1999, a las 20:15h, el F-117, con el indicativo "Vega-31", pilotado por el teniente coronel Darrell Patrick «Dale» Zelko (nacido el 1 de enero de 1960), un veterano de la Operación Tormenta del Desierto. Observó que dos misiles V-601M guiados por radar, disparados desde un sistema de misiles tierra-aire S-125 Neva/Pechora. Impulsado por motores de cohetes de combustible sólido de dos etapas, atravesaban la capa de nubes bajas y se dirigían directamente hacia su avión. El primero pasó por encima de él, lo suficientemente cerca como para golpear el aparato, pero no detonó. El segundo misil detonó cerca, su metralla y onda de choque causaron daños significativos a la aeronave y la hicieron caer fuera de control. La explosión fue lo suficientemente fuerte como para ser vista desde un KC-135 Stratotanker que volaba sobre Bosnia.
Zelko estuvo sujeto a intensas fuerzas G cuando la aeronave cayó y tuvo grandes dificultades para asumir la postura correcta para eyectarse. Después de que su paracaídas se desplegó, usó su radio de supervivencia para emitir una llamada de emergencia y pudo contactar al KC-135 que había visto como lo derribaban. Zelko usó su radio de supervivencia mientras aún descendía, aunque esto era contrario a su entrenamiento. Razonó que la altitud le daría a su señal el mejor alcance posible y también estaba seguro de que las fuerzas yugoslavas en tierra lo tomarían prisionero nada más que tomara tierra y quería confirmar que estaba ileso antes de que esto sucediera.
Aterrizó en un campo al sur de Ruma y alrededor de una milla al sur de una autopista de cuatro carriles, la ruta europea E70. Rápidamente se ocultó en una zanja de drenaje que había identificado como un sitio de escondite mientras descendía. Allí sintió las ondas de choque de las bombas lanzadas por los bombarderos B-2 de la OTAN sobre objetivos en las afueras de Belgrado. Zelko aterrizó alrededor de una milla del lugar del accidente de su avión, y los soldados yugoslavos, policías y aldeanos locales llevaron a cabo una búsqueda intensiva del área. En un momento dado, los buscadores llegaron a unos cientos de metros de la zanja en la que se escondía. Fue rescatado aproximadamente ocho horas después por un equipo de búsqueda y rescate de combate de la Fuerza Aérea de los Estados Unidos que volaba en un helicóptero Sikorsky MH-53 en las primeras horas de la mañana siguiente. Según Zelko, más tarde se enteraría de que había estado a minutos de ser capturado.
Inicialmente fue identificado erróneamente en los informes de prensa, ya que el nombre Capitán Ken 'Wiz' Dwelle estaba pintado en la carlinga del avión. El F-117 derribado llevaba el nombre de «Something Wicked» ("Algo malvado") y había volado previamente 39 misiones de combate durante la Operación Tormenta del Desierto.
El 2 de mayo de 1999, la 250.ª Brigada de Misiles de Defensa Aérea también derribó un caza F-16 de la USAF pilotado por el futuro Jefe de Estado Mayor de la Fuerza Aérea de los Estados Unidos, David L. Goldfein.

## Consecuencias

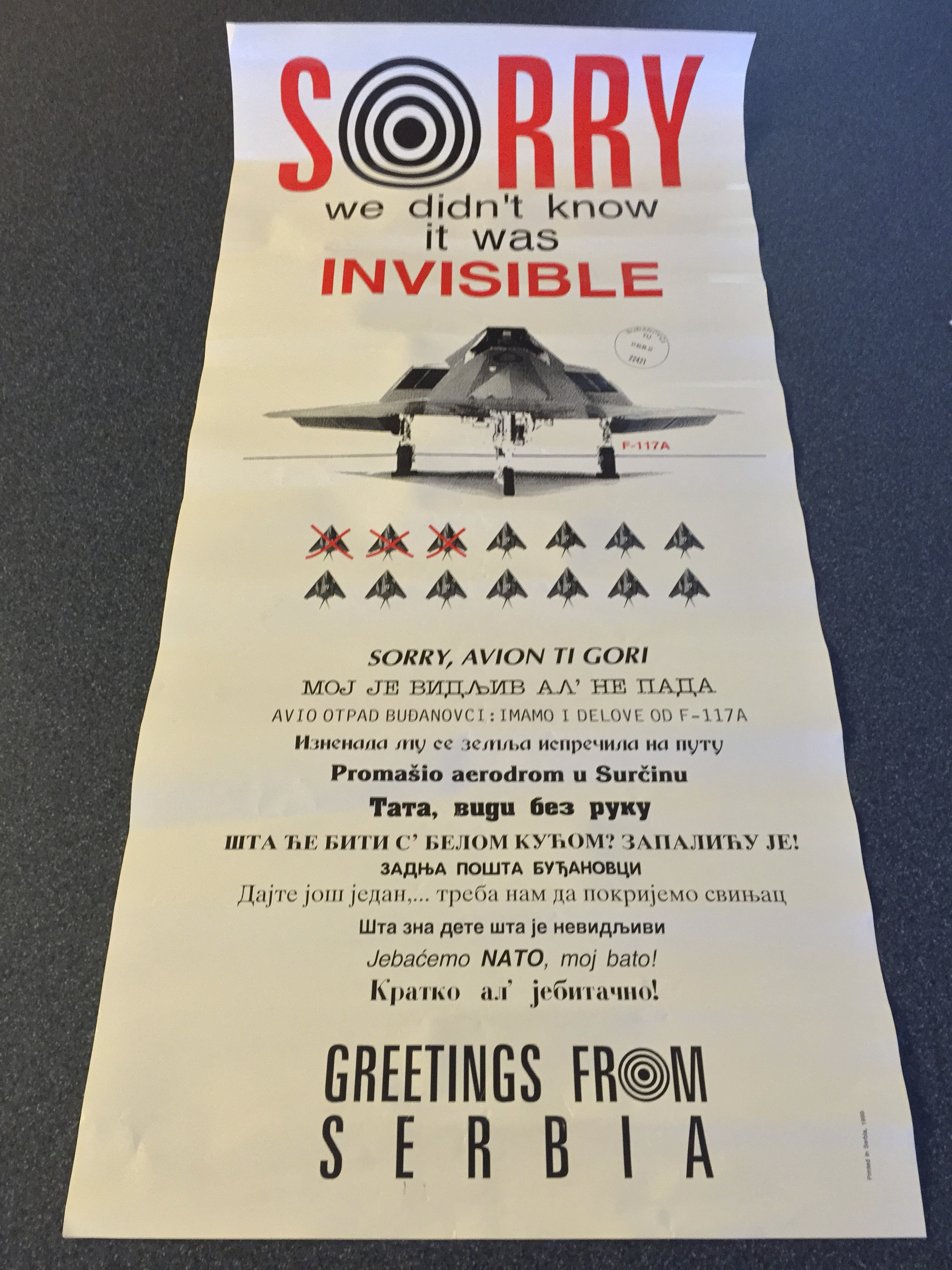
Cartel serbio alusivo al derribo del F-117A en 1999, donde dice «Lo sentimos, no sabíamos que era invisible» y «saludos desde Serbia».

Las fotografías muestran que la aeronave chocó contra el suelo a baja velocidad en una posición invertida y que la estructura del avión permaneció relativamente intacta. Este incidente provoca la vergüenza de los Estados Unidos porque este avión se consideraba indetectable. Primero afirmaron que la pérdida del F-117 se debió a un problema mecánico y solo después se vieron obligados a admitir que fue derribado. Estados Unidos no intentó destruir los restos, lo que sorprendió a analistas y pilotos. Según medios estadounidenses, la razón era que el F-117 estaba basado en tecnología de la década de 1970, los militares habían revelado su existencia en 1988 y el avión aparecía a menudo en espectáculos aéreos. El general Bruce A. Carlson afirmó que si Serbia entregaba los restos a Rusia, el resultado sería mínimo. Según otras fuentes Estados Unidos sí intentó destruir los restos del avión, pero no pudieron hacerlo ya que cuando los bombarderos norteamericanos llegaron al lugar del accidente la zona estaba llena de periodistas.
Algunas piezas de los restos del F-117, como la cabina, junto a los restos de un F-16, también estadounidense, derribado en mayo de 1991, se conservan actualmente en el Museo de la Aviación de Belgrado, cerca del Aeropuerto Nikola Tesla. Los serbios proporcionaron a técnicos rusos acceso al material recogido, y estos se llevaron partes del avión a Rusia. El señor de la guerra serbio Arkan mostró una pequeña parte de goma del avión como «recuerdo» a los periodistas occidentales durante la campaña aérea de la OTAN. Otras partes, fueron recogidas por campesinos locales. Según el testimonio de Davor Domazet-Loso, exjefe del Estado Mayor del ejército croata, corroborado por Milovan Azdejkovic, exdirectivo del Instituto Militar de Belgrado, agentes chinos compraron posteriormente estas piezas. Estos restos habrían permitido a China desarrollar años más tarde el J-20, su primer caza furtivo.
Tras retirarse de la vida militar Zoltán Dani trabajó como panadero en su pueblo natal, Skorenovac. Zoltán Dani y Dale Zelko, ya retirado de la Fuerza Aérea, se conocieron en 2011. Desde entonces, han desarrollado una amistad.
En 2020, un piloto de F-117A afirmó que el F-117A de su compañero de ala había sido dañado por un misil tierra-aire yugoslavo después del incidente del 27 de marzo de 1999, pero logró regresar a su base. Este incidente permanece clasificado y solo se han revelado algunos detalles.